# サミール&ヴィクトル
サミール＆ヴィクトル (Samir & Viktor)は、 スウェーデンの男性2人組の音楽ユニットである。

## 概要
2014年5月に1枚目のシングル「サクセス」をリリースした。この曲は、発売週にスウェーデンのiTunesチャートで第1位を獲得した。
2015年、彼らはユーロビジョン・ソング・コンテストのスウェーデン国内代表を決めるメロディーフェスティバーレン2015に出場した。自身の2枚目のシングル曲「グルーピー」を歌い地区予選及びセカンドチャンスを通過、決勝に進出し第8位という結果に終わった。
2016年、同大会に2回目の出場を果たした。自身の4枚目のシングル曲「バダ・ノクナ」を歌い地区予選及びセカンドチャンスを通過、決勝に進出し第12位という結果に終わった。

## メンバー
- サミール・バドラン（英語版） (Samir Gustav Badran、1990年5月25日 - ) タレント
- ヴィクトル・フリスク（英語版） (Carl Viktor Andersson Frisk、 1995年3月2日 - ) ファッションブロガー

## ディスコグラフィー

### シングル
| 年   | タイトル                                 | 最高順位 | 最高順位 | 備考                              | アルバム                         |
| 年   | タイトル                                 | SWE      | NOR      | 備考                              | アルバム                         |
| ---- | ---------------------------------------- | -------- | -------- | --------------------------------- | -------------------------------- |
| 2014 | サクセス(Success)                        | 3        | —        | - SWE: プラチナ×2                 |                                  |
| 2015 | グルーピー(Groupie)                      | 3        | —        | - SWE: プラチナ×2                 | メロディーフェスティバーレン2015 |
| 2015 | サクソファッキングフォン(Saxofuckingfon) | 2        | 10       | - SWE: プラチナ×3 - NOR: プラチナ |                                  |
| 2016 | バダ・ノクナ(Bada nakna)                 | 1        | —        | - SWE: プラチナ×2                 | メロディーフェスティバーレン2016 |
| 2016 | フィック・フィーリング(Fick Feeling)     | 11       | —        |                                   |                                  |